# Robeasca
Robeasca is een Roemeense gemeente in het district Buzău.
Robeasca telt 1209 inwoners.